# The Haunted Made Me Do It
The Haunted Made Me Do It er det andet album fra det svenske thrash metalband The Haunted. Det blev udgivet d. 27. oktober 2000 og blev genudgivet i 2001 med livealbummet Live Rounds in Tokyo som en bonus CD.

## Spor
1. "Dark Intentions" – 1:30
2. "Bury Your Dead" – 3:07
3. "Trespass" – 3:40
4. "Leech" – 4:39
5. "Hollow Ground" – 4:10
6. "Revelation" – 1:35
7. "The World Burns" – 4:10
8. "Human Debris" – 3:01
9. "Silencer" – 3:04
10. "Under the Surface" – 4:13
11. "Victim Iced" – 2:56

## Musikere
- Marco Aro – Vokal
- Anders Björler – Guitar
- Patrick Jensen – Rytmeguitar
- Jonas Björler – Bas
- Per Möller Jensen – Trommer